# Najstarsza Synagoga w Łomży
Najstarsza Synagoga w Łomży – pierwsza, zapewne drewniana synagoga znajdująca się w Łomży, na miejscu dawnego zamku przy ulicy Senatorskiej.
Synagoga została zbudowana po 1815 roku. Podczas powstania listopadowego wojska rosyjskie zajęły synagogę na skład broni, przez co została doszczętnie zniszczona. Na jej miejscu wkrótce wzniesiono nową, również drewnianą synagogę